# Курінь «Підкарпатський»
«Підкарпатський» — курінь УПА, що входив до складу ТВ-22 «Чорний ліс» ВО-4 «Говерля» УПА-Захід. Створений у березні 1945 року. Курінний Вацик Павло (псевдо Прут).

## Бойові дії тарейди
7 квітня 1945 року — бій із військами НКВС СРСР у селі Посіч. Знищено близько 60 ворогів.
серпень — вересень 1945 року — пропагандистський рейд на територію Словаччини.
18-19 жовтня 1945 року — наскок на 2-й батальйон польського війська у м. Бірча Перемишльського повіту. У результаті вбито близько 200 ворогів, взято у полон 19. Визволено в'язнів з тюрми. Спалено казарми. Здобуто 5 кулеметів, 178 крісів, 200 гранат і уніформи. Втрати куреня — один стрілець важко поранений.